# Alberto Machimbarrena
Alberto Machimbarrena Aguirrebengoa (San Sebastián, Guipúzcoa; 31 de marzo de 1888-Guadarrama, Madrid; 19 de julio de 1923), Ingeniero de Caminos, inspector general de Obras Públicas, empresario y banquero, también fue un futbolista español. Era nieto del político Fermín Machimbarrena y Echave.

## Trayectoria
A lo largo de su carrera compaginó dos equipos, la Real Sociedad de Fútbol, equipo de su localidad natal y el Real Madrid, equipo en el que jugó mientras cursaba estudios de arquitectura en Madrid.
En el Real Madrid se convirtió en un jugador líder y muy querido, siendo el capitán del equipo campeón de la Copa del Rey de Fútbol 1917. Con los madridistas jugó 22 partidos oficiales y marcó 5 goles entre 1913 y 1919. Con la Real Sociedad jugó 30 partidos oficiales entre 1910 y 1922.
Tras haberse retirado, en 1922 retornó a los campos de fútbol para jugar sus últimos partidos defendiendo los colores de una Real Sociedad necesitada de efectivos.
Falleció prematuramente en 1923 en Guadarrama (Madrid) donde se encontraba ingresado en un sanatorio de tuberculosos.
Una estatua de Machimbarrena, junto a otra del también malogrado Sotero Aranguren, presiden desde 1925 el vestuario del primer equipo del Real Madrid.